# Akbar Poudeh
Akbar Poudeh (persisch اکبر پوده; * 13. März 1932 in Poudeh; † 23. Juni 2012 in Teheran) war ein iranischer Radrennfahrer.

## Sportliche Laufbahn
Akbar Poudeh war im Straßenradsport und im Bahnradsport aktiv. Er war Teilnehmer der Olympischen Sommerspiele 1964 in Tokio. Im olympischen Straßenrennen belegte er den 101. Platz. Im Mannschaftszeitfahren wurde das Team aus dem Iran mit Davoud Akhlagi, Mashallah Amin Sorour, Sayed Esmail Hosseini und Akbar Poudeh 22. des Rennens. 